# (29928) 1999 JX35
A (29928) 1999 JX35 a Naprendszer kisbolygóövében található aszteroida. A LINEAR projekt keretében fedezték fel 1999. május 10-én.